# 703 v.Chr.
Het jaar 703 v.Chr. is een jaartal volgens de christelijke jaartelling.

## Gebeurtenissen

### Europa
- Koning Jago (703 - 683 v.Chr.) volgt zijn neef Sisillius I op als heerser van Brittannië.

### Assyrië
- De Chaldeeën komen in opstand, Marduk-Apla-Iddina II grijpt in Babylon de macht en sluit een verbond met Elam.
- Koning Sanherib verslaat de coalitie bij Kish, Marduk-Apla-Iddina II weet te ontsnappen.
- Babylon wordt als vergelding door de Assyriërs geplunderd en volledig verwoest.
- Sanherib laat meer dan 200.000 mensen uit Zuid-Mesopotamië deporteren.
- Sanherib zet ene Bel-Ibni op de Babylonische troon.

### Griekenland
- Apsander wordt benoemd tot archont van Athene.